# Geoid
Geoíd je ekvipotencialna ploskev, ki približno sovpada s srednjo gladino oceanov. Največkrat jo poimenujejo »zadosti dober« prikaz fizičnega modela Zemlje. To je po Gaussu tako imenovana »matematična predstava Zemlje«, pravzaprav pa gravitacijsko polje. To je ekvipotencialna ploskev (ploskev z enako vrednostjo potenciala), ki sovpada s povprečnim nivojem morja.
Ploskev geoida je mnogo bolj nepravilna od sploščenega sferoida, s katerim približno opisujemo obliko Zemlje, vseeno pa bolj gladka kot je Zemlja dejansko. Ekstremov, kot so +8.000 m (Mount Everest) in −11.000 m (Marianski jarek) s tako predstavo ne moremo prikazati, saj geoid odstopa le za kakšnih ±100 m od referenčnega elipsoida.
Zaradi gravitacijske sile, ki vsepovsod deluje pravokotno na geoid, bi bila vodna gladina vedno tudi ekvipotencialna ploskev, pa to seveda ne drži. Prosto gibanje vodne mase preprečuje kopno oziroma celine, pa tudi vpliv gravitacijskih sil Lune in Sonca ima svojo moč (bibavica).
Če potujemo z ladjo, seveda valovitosti geoida ne opazimo, saj deluje sila gravitacije vedno pravokotno na geoid, obzorje pa je vedno tangencialno. Opazimo pa razliko ob meritvah z GPS, saj se meritev vedno dogaja na referenčnem elipsoidu (WGS 84) tako, da nam je po meritvah Tartinjev trg v Piranu na nadmorski višini 46 m.

## Sferična harmonična prezentacija
Sferična harmonična prezentacija se uporablja za približno predstavitev geoida. Trenutno najboljši nabor harmoničnih koeficientov predstavlja EGM96 (Earth Gravity Model 1996), določen z mednarodnim projektom v letu 1996.
Matematični opis modela je sledeč:
{\displaystyle V={\frac {GM}{r}}\left(1+{\sum _{n=2}^{360}}\left({\frac {a}{r}}\right)^{n}{\sum _{m=0}^{n}}{\overline {P}}_{nm}(\sin \phi )\left[{\overline {C}}_{nm}\cos m\lambda +{\overline {S}}_{nm}\sin m\lambda \right]\right),}
kjer sta {\displaystyle \phi \ } in {\displaystyle \lambda \ } geocentrična (sferična) dolžina in širina, {\displaystyle {\overline {P}}_{nm}} predstavlja normalizirano Legendrovo funkcijo n-te stopnje, reda m, {\displaystyle {\overline {C}}_{nm}} in {\displaystyle {\overline {S}}_{nm}} pa predstavljata koeficienta modela. Enačba predstavlja potencial Zemljine gravitacije {\displaystyle V\ } v legi {\displaystyle \phi ,\;\lambda ,\;r\ }, pri tem je koordinata r geocentrični polmer oziroma razdalja merjena iz središča Zemlje. Gradient potenciala modela predstavlja težni pospešek.
Obstaja
{\displaystyle \sum _{k=2}^{n}2k+1=n(n+1)+n-3=130,317}
za različne koeficiente (upoštevajoč {\displaystyle {\overline {C}}_{nm}} in {\displaystyle {\overline {S}}_{nm}}). Za različno uporabo ni treba izračunavati celotne vrste, v obzir lahko vzamemo le nekaj členov.
 